# Église Saint-Caprais de Vèze
Pour les articles homonymes, voir église Saint-Caprais.
L'église Saint-Caprais est une église située en France sur la commune de Vèze (Cantal), en région Auvergne-Rhône-Alpes.

## Historique
L’église, construite au début du XIIe siècle, fut dévastée en 1377 par les Anglais, puis restaurée au XVe siècle avec l’ajout de deux chapelles formant une croix latine. Au XVIIe siècle, des aménagements furent faits pour installer un retable. Une sacristie fut ajoutée en 1823. En 1922, une importante restauration inclut la reconstruction du clocher, la surélévation des murs et la pose d’une nouvelle charpente.

### Protection
L'église est inscrite au titre des monuments historiques par arrêté du 30 juin 1987.

## Description
L’église actuelle est en croix latine, avec un portail enchâssé dans un porche. La sacristie est adossée au chevet. Elle a conservé des éléments de sa structure romane tout en intégrant des réaménagements importants aux XVe, XVIIe, XIXe et XXe siècles.